# Mesembrius contractus
Mesembrius contractus är en tvåvingeart som först beskrevs av Heikki Hippa 1985.  Mesembrius contractus ingår i släktet Mesembrius och familjen blomflugor.
Artens utbredningsområde är Madagaskar. Inga underarter finns listade i Catalogue of Life.